# カラスと水差し

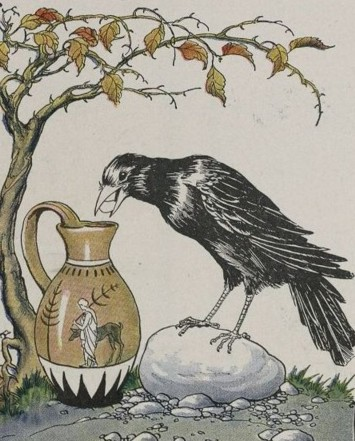
カラスと水差し

『カラスと水差し』（カラスとみずさし）は、イソップ寓話のひとつ。ペリー・インデックス390番。

## あらすじ
長い旅をしていた鴉は喉がカラカラに渇いていた。そんな時、一つの水差しを見つけ、水が飲めると喜んで飛んで行った。その水差しには、ほんの少ししか水が入っておらず、どうしても嘴が水面には届かなかった。カラスは途方に暮れたものの、あらゆる手段を講じて水を飲もうとしたが、その努力もみな徒労に終わった。まだ諦めきれないカラスは、集められるだけの石を集めると、一つ一つ嘴で水差しの中へ落としていく。すると中の水はどんどん嵩を増して、ついに嘴のところまで届いた。こうしてカラスは喉を潤し、また旅に出るのだった。

## 教訓
工夫を凝らして挑戦する事こそが、大きな成功への近道となる。